# Moura da Serra
Moura da Serra ist ein Ort und eine ehemalige Gemeinde in Portugal.

## Geschichte
Römer siedelten hier, wie Münzfunde belegen. Sie betrieben hier Erzminen, in denen sie insbesondere Zinn und Gold förderten.
Der heutige Ort entstand vermutlich im Laufe der mittelalterlichen Reconquista neu. So geht der Ortsname auf die arabische Anwesenheit seit 711 zurück, ähnlich wie eine Reihe anderer Orte in Portugal, die sich in ihrem Ortsnamen und damit in Legenden und Gründungsmythen auf die Mauren und insbesondere auf maurische Edeldamen (Moura) beziehen.
Moura da Serra gehörte zur Gemeinde und zum Kreis Avô. Nach der Auflösung des Kreises Avô 1855 kam Moura da Serra zu Arganil.
1962 wurde Moura da Serra eine eigenständige Gemeinde. Mit der Gebietsreform 2013 wurde die Gemeinde Moura da Serra wieder aufgelöst und mit Cerdeira zusammengeschlossen.

## Verwaltung
Moura da Serra war Sitz einer gleichnamigen Gemeinde (Freguesia) im Kreis (Concelho) von Arganil im Distrikt Coimbra. In der Gemeinde lebten 115 Einwohner auf einer Fläche von 12,92 km² (Stand 30. Juni 2011).
Folgende Orte liegen im Gebiet der ehemaligen Gemeinde:
- Casal da Eira
- Casarias
- Chão do Valado
- Moura da Serra
- Mourisia
- Parrozelos
- Relva Velha
- Valado

Im Zuge der Gebietsreform vom 29. September 2013 wurden die Gemeinden Moura da Serra und Cerdeira zur neuen Gemeinde União das Freguesias de Cerdeira e Moura da Serra zusammengefasst. Cerdeira wurde Sitz dieser neu gebildeten Gemeinde.